# Orkestastenen
Orkestastenen, även kallad Yttergärdestenen, med signum U 344, är en av de runstenar som står utanför Orkesta kyrka i Orkesta socken och Vallentuna kommun i Uppland. Den står nu vid kyrkans västra ingång. 

## Dybecks redogörelse
U 344 återfanns 1868 av Richard Dybeck i Yttergärde och den har därefter flyttats. År 1977 restes runstenen på sin nuvarande plats vid kyrkan. Följande citat är Dybecks redogörelse: 
"Under letandet å f. d. Orkesta yttergårdstomt efter en annan runsten hittade jag, mitt på långsidan av grundmuren efter en byggnad, en liggande runsten, vilken troligen tjänat som tröskel, samt nu var till större delen höljd av tegelsmolk och murbruk. Inskriften, huvudsakligen med vändrunor och saknande skiljetecken, samt korsmärke, är, såväl till ordställning som till innehåll, högst ovanlig - i ordets egentliga bemärkelse en stenkrönika".
Vidare nämner Dybeck att stenen "består av bländvit kvarts".

## Inskrift

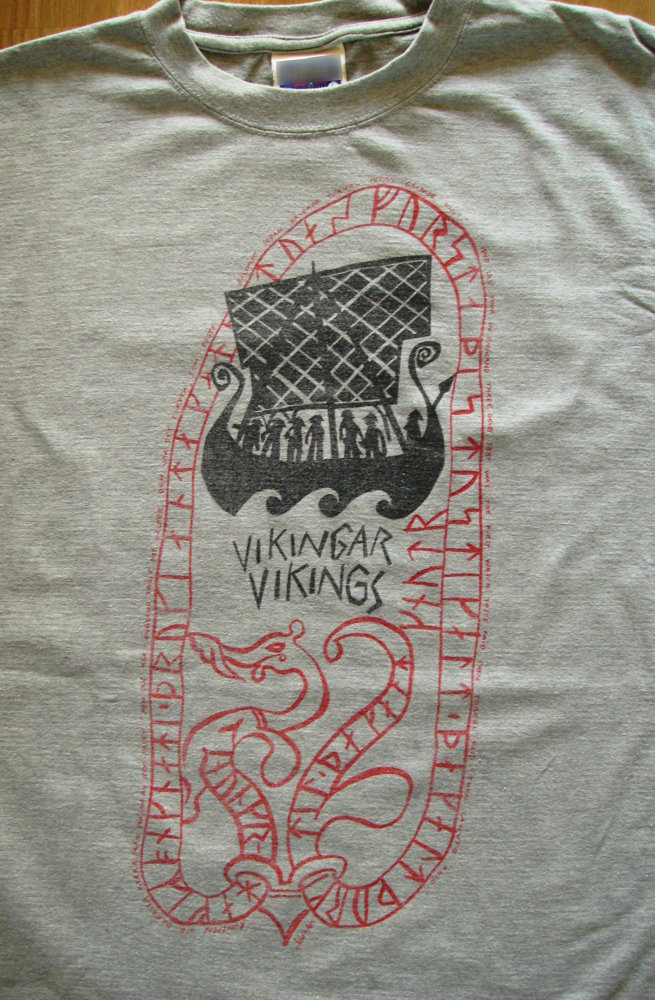
Runinskrift U 344 på en t-tröja (slingan på tröjan är spegelvänd)

Runorna är ristade som spegelvända vänderunor, och slingan läses från höger till vänster. Endast namnet knut, utanför runslingan, är skrivet i den vanliga riktningen från vänster till höger med rättvända runor. Skiljetecken eller mellanrum mellan de enstaka orden saknas.
ᛁᚾ ᚢᛚᚠᚱ ᚼᛅᚠᛁᛦ ᚭᚾᚴᛚᛅᛏᛁ ᚦᚱᚢ ᚴᛁᛅᛚᛏᛅᚴᛅᛏ ᚦᛁᛏ ᚢᛅᛋ ᚠᚢᚱᛋᛏᛅ ᚦᛁᛋ ᛏᚢᛋᛏᛁ ᚴᛅᛚᛏ ᚦᛅᚴᛅᛚᛏᚦᚢᚱᚴᛏᛁᛚ ᚦᛅ ᚴᛅᛚᛏ ᚴᚾᚢᛏᚱ
Translitterering av runraden:
in ulfr hafiʀ o| |onklati ' þru kialt| |takat þit uas fursta þis tusti ka-t ' þ(a) ---- (þ)urktil ' þa kalt knutr
Normalisering till runsvenska:
En Ulfʀ hafiʀ a Ænglandi þry giald takit. Þet vas fyrsta þet's Tosti ga[l]t. Þa [galt] Þorkætill. Þa galt Knutr.
Översättning till nusvenska:
Men Ulf har i England tagit tre gälder. Den första, som Torste gäldade. Sedan gäldade Torkel. Sedan gäldade Knut.

## Historia
U 343 och U 344 bildade båda tillsammans ett minnesmärke över Ulf i Borresta, som förmodligen är samme Ulf som reste U 161 åt sin frände Ulf i Skålhamra. Inskriften är intressant då den berättar om vikingen Ulf i Borresta som också var runmästare i Uppland. Enligt inskriften har Ulf varit med och tagit tre danagäldar i England. Den första med Toste som har identifierats med Skoglar-Toste, den andra med Torkel den höge år 1012, och den tredje med Knut den store år 1018.
Man kan anta att Ulf återvände hem efter varje vikingatåg till England och levde som en rik man. Det är anmärkningsvärd att runmästaren lyckades sammanfatta hela hans liv med så få ord. Ornamentiken, runformerna och ortografin på båda stenarna är snarlika varandra och liknar andra stenar som ristades av den kände runmästaren Åsmund Kåresson. Det är därför sannolikt att han även ristat dessa två osignerade runstenar.